# 宋代足球小将
《宋代足球小将》是拍摄的一部足球题材动画片，该作讲述了宋代宋徽宗的时候，热爱蹴鞠的洪风所发生的故事。该作根据电视剧《一脚定江山》改编。

## 剧情
宋徽宗的时候，人们比较安居乐业，于是一部分人迷上了蹴鞠，而卖烧饼的洪风就是其中之一，虽说其母亲因为丈夫的原因不想让他做这些事情，并且他的周围也有很多对其别有用心的人，不过最后他还是经过自己的努力，成为了一个蹴鞠高手，并把蹴鞠传向了世界……

## 外部連結
- 豆瓣电影上《宋代足球小将》的資料 （简体中文）
- 观看地址